# Peter III
Peter III (* vor 1946; † 1964) war ein Chief Mouser to the Cabinet Office.

## Als Chief Mouser
Ende Juni 1947 wurde Chief Mouser Peter II auf der Whitehall überfahren. Als Nachfolger diente ab August 1947 Peter III unter fünf Premierministern: Clement Attlee, Winston Churchill, Anthony Eden, Harold Macmillan und Alec Douglas-Home.
1958 wurde Peter III ein Medienstar, nachdem er in BBCs Tonight Show aufgetreten war.
1964 starb er an einer Fettleber.